# Kordyliera Wulkaniczna
Kordyliera Wulkaniczna (hiszp. Eje Volcánico Transversal, Eje Neovolcánico Transversal, Cordillera Neovolcánica) – łańcuch górski w Meksyku, złożony z szeregu wulkanów. Przechodzi przez Nayarit, Jalisco, Colima, Michoacán, Querétaro, Meksyk, Hidalgo, Dystrykt Federalny, Morelos, Tlaxcala, Puebla i Veracruz.
Ma długość 700 km, wysokość dochodzi do 5700 m n.p.m. (Pico de Orizaba). Licznie występują czynne wulkany (Orizaba, Nevado de Colima, Popocatépetl). Występują złoża antymonu i złota.